# Dypsis carlsmithii
Espèce
Statut de conservation UICN

 CR D : 
En danger critique
Dypsis carlsmithii est une espèce de palmiers (Arecaceae), endémique de Madagascar. En 2012 elle est considérée par l'IUCN comme une espèce en danger critique d’extinction. 

## Répartition et habitat
Cette espèce endémique de Madagascar est présente entre 20 et 100 m d'altitude. Elle pousse dans les forêts côtières de plaine.